# Улика-Национальное
Ули́ка-Национа́льное — село в Хабаровском районе Хабаровского края. Административный центр Улика-Национального сельского поселения.

## География
Село Улика-Национальное расположено в отдалённой, левобережной части Хабаровского района. Стоит на правом берегу реки Кур, примерно в 6 км выше слияния реки Кур с рекой Урми.
Река Кур, сливаясь с рекой Урми, даёт начало Тунгуске, левому притоку Амура.
Примерно в 4 км выше села Улика-Национальное в реку Кур справа впадает река Улика, в устье стоит село Улика-Павловка.

## Население
В селе Улика-Национальное живут нанайцы и удэгейцы.
| 2002 | 2010 | 2011 | 2012 | 2021 |
| ---- | ---- | ---- | ---- | ---- |
| 143  | ↗155 | ↗156 | ↘155 | ↘115 |

## Транспорт
В тёплое время года автодороги, можно сказать, нет.
В зимнее время можно доехать по зимнику до пос. Смидович Еврейской автономной области, расстояние около 40 км.
Летом вверх по Тунгуске и по Куру до отдалённых сёл Хабаровского района от Хабаровского речного порта ходит теплоход «Заря», расстояние по реке до Хабаровска около 100 км.

## Инфраструктура
- Жители занимаются сельским хозяйством.
- Окрестности села Улика-Национальное славятся охотой и рыбалкой.